# Patricija Šulin
Patricija Šulin, slovenska političarka,  * 25. november 1965, Šempeter pri Gorici, † 2. november 2021.
Šulinova je bila nekdanja slovenska poslanka v Evropskem parlamentu v mandatu 2014–2019. Pred tem je bila poslanka v Državnem zboru Republike Slovenije.

## Življenjepis
Izhajala iz Trnovega pri Gorici, z družino je živela v Novi Gorici. Po izobrazbi je bila univ. dipl. organizator dela. Po zaključku šolanja na Fakulteti za organizacijske vede v Kranju je pripravništvo in prve delovne izkušnje nabirala v Meblu v Novi Gorici v kadrovski službi, nato pa bila nekaj časa samostojna podjetnica s trgovinsko dejavnostjo.
Po rojstvu sina se je zaposlila v podjetju Pigal v Novi Gorici, kjer je opravljala delo komercialistke na domačem trgu. Od leta 1997 je bila zaposlena na Ministrstvu za finance, na Davčnem uradu Nova Gorica in na Davčnem uradu v Ljubljani, v Oddelku za davčno inšpiciranje in preiskave, kjer je opravljala dela in naloge višjega davčnega inšpektorja.
Od leta 2020 je bila zaposlena na Mestni občini Nova Gorica kot podsekretarka za organizacijsko premoženjske zadeve.
2. novembra 2021 je umrla je za posledicami hude bolezni.

## Politika
Leta 2006 je postala članica SDS in 2009 postala predsednica Ženskega odbora Goriške regijske koordinacije SDS, leta 2010 pa predsednica Mestnega odbora SDS Nova Gorica. Na lokalnih volitvah 2010 je bila izvoljena kot svetnica Mestnega sveta Mestne občine Nova Gorica za obdobje 2010–2014. Bila je predsednica svetniške skupine SDS v Mestnem svetu MONG, ter predsednica Statutarno pravne komisije. Leta 2011 je postala predsednica Goriške regijske koordinacije SDS ter leta 2013 članica Izvršilnega odbora SDS za Goriško regijo ter članica Izvršilnega odbora MO SDS Nova Gorica. Leta 2012-2013 je postala nadomestna poslanka v DZ RS ter v mandatu 2014-2019 poslanka v Evropskem parlamentu.

### Državnozborske volitve
V februarju 2012 je postala nadomestna poslanka v Državnem zboru RS v drugi Janševi vladi. Delovala je v odboru za finance in monetarno politiko, odboru za gospodarstvo in odboru za zdravstvo. 

### Evropska poslanka
Na evropskih volitvah maja 2014 je bila na listi Slovenske demokratske stranke izvoljena za evropsko poslanko. Bila je članica poslanske skupine ELS/EPP (Evropske ljudske stranke) ter slovenske delegacije ELS. Delovala je v odboru za finance (BUDG), kjer je bila podpredsednica, odboru za nadzor proračuna (CONT) in v odboru za transport in turizem (TRAN) ter bila članica delegacije za Latinsko Ameriko in Albanijo.

#### Članstvo v delovnih telesih EU
- članica in podpredsednica parlamentarnega odbora za proračun,
- nadomestna članica v parlamentarnem odboru za nadzor proračuna,
- nadomestna članica v parlamentarnem odboru za transport in turizem,
- članica delegacije za Latinsko Ameriko in članica delegacije za Albanijo